# Iris xiphium
Iris espagnol
Espèce
Synonymes
- Iris coronaria  [2]
- Iris lusitanica
- Iris spectabilis
- Iris taitii
- Iris variabilis
- Iris xiphia
- Iris xiphium var. battandieri
- Iris xiphium var. lusitanica
- Iris xiphium var. praecox
- Xiphion lusitanicum
- Xiphion sordidum
- Xiphion verum
- Xiphion vulgare
- Xiphion xiphium
- Xiphion xiphium var. battandieri
- Xiphion xiphium var. lusitanicum
- Xiphion xiphium var. praecox
- Xiphion xiphium var. taitii

L'iris xiphium, communément appelé iris espagnol ou iris à feuille en glaive, est un iris originaire d' Espagne et du Portugal . Mais on le trouve également  en Corse, dans le sud de la France, dans le sud de l' Italie, en Algérie et en Tunisie . Cette espèce est également connue sous le nom de petit iris à racines bulbeuses .
Il a été illustré pour la première fois dans «Fleurs de la Méditerranée» en 1965 . On le trouve référencé dans la dition sur Flore de la France  méditerranéenne continentale .
Il est bulbeux et porte des fleurs bleues, violettes, blanches ou jaunes , bien qu'elles ne soient pas aussi grandes que celles de l'Iris latifolia (syn. I. xiphiodes) , elles ont environ 6 cm de large. La plante peut atteindre jusqu'à 80 cm.
La floraison a lieu en juin.
Les feuilles vert grisâtre émergent à l'automne, elles poussent entre 20 et 70 cm de hauteur . Les feuilles meurent après la décoloration des fleurs.
L'iris espagnol est apprécié des fleuristes pour ses combinaisons de couleurs saisissantes. Cette espèce a plusieurs variétés populaires en horticulture, parmi lesquelles var. lusitanica dont les fleurs sont jaunes partout.
Il fait partie des iris bulbeux les plus résistants et peut être cultivé dans le nord de l'Europe. Il nécessite d'être planté dans des lits bien drainés dans un sol ouvert très léger, moyennement enrichi, et devrait avoir une position plutôt abritée.

## Hybrides
Un hybride populaire ( Iris tingitana × Iris xiphium ) est connu sous le nom de Iris hollandais ou Iris × hollandica.

## Cultivars
Cultivars connus; La plupart grandissent jusqu'à 80 cm haut avec des feuilles vert moyen en forme de lance .
- 'Blue Angel' (bleu moyen)
- 'Bronze Queen' (brun doré)
- 'Golden Harvest' (jaune riche et profond)
- 'Lusitanica' (jaune)
- «Professeur Blaauw» (bleu foncé) [10]
- 'Purple Sensation' (violet)
- «Reine Wilhelmine» (blanc) [5],[11]
- 'Wedgewood' (bleu vif) [12]
- 'White Excelsior' (blanc, avec une bande jaune au centre de la chute)